# Morti il 14 febbraio
| Questa pagina contiene informazioni ricavate automaticamente dalle voci biografiche con l'ausilio del template Bio e di un bot. L'aggiornamento è periodico e automatico e ricostruisce completamente la pagina. Se manca una persona in questa lista, sei pregato di non aggiungerla, ma accertati piuttosto che la sua voce biografica contenga il template Bio e che i dati anagrafici siano correttamente compilati. Se il template Bio manca, inseriscilo tu stesso o, in alternativa, metti l'avviso {{tmp\|Bio}} che ne segnala la mancanza. Se i dati riportati sono sbagliati, correggi direttamente la voce biografica; le modifiche saranno visibili in questa lista entro pochi giorni. Per chiarimenti vedi il progetto biografie. La lista contiene solo le 545 persone che sono citate nell'enciclopedia e per le quali è stato implementato correttamente il template Bio. Pagina aggiornata al 17 ago 2025. |

## III secolo(1)
- 273 - Valentino di Terni, vescovo e santo

## V secolo(1)
- 473 - Aussenzio di Bitinia, monaco cristiano bizantino

## VII secolo(1)
- 625 - Antonino di Sorrento, abate e santo italiano

## VIII secolo(2)
- 729 - Alessandro II di Alessandria, arcivescovo cristiano orientale egiziano
- 742 - Teodoro I di Alessandria, arcivescovo cristiano orientale egiziano

## IX secolo(2)
- 820 - Xian Zong, imperatore cinese (n. 778)
- 869 - Cirillo e Metodio, santo

## XI secolo(1)
- 1043 - Gisella di Svevia, imperatrice

## XII secolo(4)
- 1117 - Bertrada di Montfort, regina francese
- 1140 - Leone I d'Armenia, principe
- 1140 - Sobeslao I di Boemia, sovrano boemo
- 1164 - Svjatoslav Olgovič, nobile russo

## XIII secolo(2)
- 1229 - Raghnall mac Gofraidh, sovrano norvegese
- 1248 - Koga Michiteru, poeta giapponese (n. 1187)

## XIV secolo(4)
- 1318 - Margherita di Francia, francese (n. 1279)
- 1389 - Gérard du Puy, cardinale francese
- 1393 - Elisabetta di Pomerania, nobile tedesca (n. 1347)
- 1400 - Riccardo II d'Inghilterra, re (n. 1367)

## XV secolo(8)
- 1413 - Konrad von Vietinghoff
- 1440 - Dietrich di Oldenburg, nobile tedesco (n. 1390)
- 1444 - Enrichetta di Mömpelgard, nobile tedesca (n. 1387)
- 1454 - Maria di Masovia, principessa
- 1459 - Stefano del Palatinato-Simmern, conte (n. 1385)
- 1460 - Ladislao di Głogów, tedesco (n. 1420)
- 1463 - Dietrich II von Moers, nobile tedesco (n. 1385)
- 1485 - Giovanni Dacre, arcivescovo cattolico italiano

## XVI secolo(4)
- 1528 - Edzardo I della Frisia orientale, conte (n. 1461)
- 1548 - Francesco Burlamacchi, politico italiano (n. 1498)
- 1549 - Uberto Gambara, cardinale e vescovo cattolico italiano (n. 1489)
- 1560 - Filippo I di Pomerania, duca tedesco (n. 1515)

## XVII secolo(12)
- 1603 - Alfonso Gesualdo, cardinale e arcivescovo cattolico italiano (n. 1540)
- 1613 - Giovanni Battista della Concezione, religioso spagnolo (n. 1561)
- 1618 - Paolo Emilio Sfondrati, cardinale e vescovo cattolico italiano (n. 1560)
- 1621 - Henri de Saint-Rémy, francese (n. 1557)
- 1624 - Giulio Cesare Lagalla, filosofo e medico italiano (n. 1571)
- 1645 - François de La Rochefoucauld, cardinale e vescovo cattolico francese (n. 1558)
- 1649 - Akita Toshisue, militare giapponese (n. 1598)
- 1666 - Annibale Sillano, nobile e vescovo cattolico italiano
- 1673 - Carlo Roberti, cardinale e arcivescovo cattolico italiano (n. 1605)
- 1681 - Francesco Nigetti, compositore, organista e musicologo italiano (n. 1603)
- 1683 - Willem Hermans, organaro e gesuita olandese (n. 1601)
- 1695 - Georg von Derfflinger, generale prussiano (n. 1606)

## XVIII secolo(33)
- 1702 - Antonio Caraccio, poeta italiano (n. 1630)
- 1713 - Luigi Crato di Nassau-Saarbrücken, nobile tedesco (n. 1663)
- 1714 - Maria Luisa di Savoia, principessa (n. 1688)
- 1718 - Vittorio Amedeo di Anhalt-Bernburg, principe tedesco (n. 1634)
- 1718 - Guglielmo Enrico di Nassau-Usingen, nobile tedesco (n. 1684)
- 1719 - Francesco Maria Casini, cardinale italiano (n. 1648)
- 1720 - Antonio Felice Ferrari, pittore italiano (n. 1667)
- 1730 - Marco Antonio Ansidei, cardinale e arcivescovo cattolico italiano (n. 1671)
- 1734 - Rafael Bluteau, religioso e lessicografo francese (n. 1638)
- 1743 - Giovanni Francesco Crivelli, matematico e religioso italiano (n. 1691)
- 1744 - John Hadley, matematico britannico (n. 1682)
- 1749 - Eustache Chartier de Lotbinière, funzionario francese (n. 1688)
- 1749 - Giacomo Strobl junior, intagliatore italiano (n. 1675)
- 1760 - Giovanni Francesco Brignole Sale, politico e militare italiano (n. 1695)
- 1760 - Isaac Hawkins Browne, politico e poeta inglese (n. 1705)
- 1760 - François Colin de Blamont, compositore francese (n. 1690)
- 1760 - Claude Guimond de La Touche, drammaturgo francese (n. 1723)
- 1761 - Richard Annesley, VI conte di Anglesey, nobile e politico irlandese (n. 1693)
- 1764 - Alessandro Borgia, arcivescovo cattolico e storico italiano (n. 1682)
- 1779 - James Cook, esploratore, navigatore e cartografo britannico (n. 1728)
- 1780 - William Blackstone, giurista britannico (n. 1723)
- 1780 - Gabriel de Saint-Aubin, disegnatore, incisore e pittore francese (n. 1724)
- 1782 - Manuel de Amat y Junient, generale spagnolo (n. 1707)
- 1782 - Thomas Newton, scrittore e biblista inglese (n. 1704)
- 1789 - Paolo Renier, politico e diplomatico italiano (n. 1710)
- 1793 - Domenico Troili, abate e naturalista italiano (n. 1722)
- 1795 - Franz Ludwig von Erthal, vescovo cattolico tedesco (n. 1730)
- 1795 - Clemente Sibiliato, presbitero, poeta e latinista italiano (n. 1719)
- 1795 - Thomas Taylour, I conte di Bective, nobile e politico irlandese (n. 1724)
- 1797 - Claude-Marguerite Renart de Fuchsamberg, ammiraglio francese (n. 1736)
- 1797 - Tomás Geraldino y Geraldino, militare spagnolo (n. 1754)
- 1799 - Vittorio Amedeo Cigna-Santi, poeta e librettista italiano (n. 1728)
- 1799 - Luis Paret, pittore spagnolo (n. 1746)

## XIX secolo(71)
- 1806 - Jean Dauberval, ballerino e coreografo francese (n. 1742)
- 1807 - Jean Joseph Ange d'Hautpoul, generale francese (n. 1754)
- 1808 - Antonio Asprucci, architetto italiano (n. 1723)
- 1808 - John Dickinson, politico e avvocato statunitense (n. 1732)
- 1808 - Izabella Poniatowska, nobildonna polacca (n. 1730)
- 1814 - Baldassarre Francesco Rasponi, arcivescovo cattolico italiano (n. 1758)
- 1814 - Giambattista Rusca, generale italiano (n. 1759)
- 1817 - John Abercromby, politico e militare britannico (n. 1772)
- 1817 - Giovanni Perego, pittore, scenografo e architetto italiano (n. 1776)
- 1820 - Carlo Ferdinando di Borbone-Francia, nobile francese (n. 1778)
- 1821 - Petru Maior, filologo, storico e lessicografo rumeno
- 1823 - Pierre Paul Prud'hon, pittore e disegnatore francese (n. 1758)
- 1825 - Giovanni Battista Caracciolo di Vietri, generale e nobile italiano (n. 1762)
- 1825 - Angelo Dalla Decima, matematico italiano (n. 1752)
- 1826 - Johannes Daniel Falk, teologo, scrittore e poeta tedesco (n. 1768)
- 1827 - Franz Seraph von Porcia, nobile e politico austriaco (n. 1755)
- 1830 - Luisa Augusta d'Assia-Darmstadt, principessa tedesca (n. 1757)
- 1831 - Vicente Guerrero, politico, generale e patriota messicano (n. 1782)
- 1831 - Henry Maudslay, inventore e imprenditore britannico (n. 1771)
- 1834 - Vittorio Pilo Boyl, nobile, militare e politico italiano (n. 1778)
- 1834 - Marco Faustino Gagliuffi, umanista, poeta e latinista italiano (n. 1765)
- 1834 - John Shore, I barone Teignmouth, funzionario britannico (n. 1751)
- 1836 - Luigi Travelli, presbitero e poeta italiano (n. 1761)
- 1836 - Dmitrij Aleksandrovič Zubov, ufficiale russo (n. 1764)
- 1841 - Antonio Sorgo, compositore, diplomatico e scrittore dalmata (n. 1775)
- 1843 - Jacob Hendrik Hoeufft, poeta olandese (n. 1756)
- 1846 - Claudio Bonoldi, tenore italiano (n. 1783)
- 1846 - Anna Grigor'evna Kozickaja, nobildonna russa (n. 1773)
- 1846 - Cornelis van Maanen, politico olandese (n. 1769)
- 1848 - Annetta Turrisi Colonna, pittrice italiana (n. 1820)
- 1849 - Benoît Gonod, insegnante, bibliotecario e inventore francese (n. 1792)
- 1858 - Felice Bellotti, scrittore, poeta e traduttore italiano (n. 1786)
- 1859 - Francesco Zunini, politico italiano (n. 1786)
- 1864 - William Dyce, pittore e docente scozzese (n. 1806)
- 1867 - Cesare Agostino Sajeva, vescovo cattolico italiano (n. 1794)
- 1867 - Eugen Wratislaw von Mitrowitz, generale austriaco (n. 1786)
- 1868 - Lodovico Menin, abate e storico italiano (n. 1783)
- 1868 - Charles Meryon, incisore, pittore e disegnatore francese (n. 1821)
- 1870 - Adolf Ferdinand Wenceslaus Brix, matematico tedesco (n. 1798)
- 1871 - Alessandro di Mensdorff, nobile, generale e politico austriaco (n. 1813)
- 1871 - Carlo Taverna, politico italiano (n. 1817)
- 1872 - Giovanni de Foresta, magistrato, avvocato e politico italiano (n. 1799)
- 1873 - Stanislas Julien, sinologo francese (n. 1797)
- 1875 - Sebastiano di Borbone-Spagna, generale spagnolo (n. 1811)
- 1876 - Costanzo Cantoni, imprenditore italiano (n. 1800)
- 1876 - Andrés Pico, politico e militare messicano (n. 1810)
- 1877 - Nicolas Changarnier, militare francese (n. 1793)
- 1879 - Félix António de Brito Capello, biologo e aracnologo portoghese (n. 1828)
- 1880 - Léonce Reynaud, ingegnere e architetto francese (n. 1803)
- 1880 - Giovanmaria Scotti, patriota italiano (n. 1820)
- 1881 - Fernando Wood, politico e mercante statunitense (n. 1812)
- 1883 - Edwin D. Morgan, politico statunitense (n. 1811)
- 1883 - Giuseppe Regaldi, poeta e scrittore italiano (n. 1809)
- 1884 - Alice Hathaway Lee Roosevelt, attivista statunitense (n. 1861)
- 1884 - Samuel David Gross, chirurgo statunitense (n. 1805)
- 1884 - Giuseppe Mazza, pittore italiano (n. 1817)
- 1884 - Martha Stewart Bulloch, statunitense (n. 1835)
- 1884 - Franz Wohlfahrt, violinista e docente tedesco (n. 1833)
- 1885 - Jules Vallès, scrittore francese (n. 1832)
- 1886 - Franz Friedrich Fronius, botanico rumeno (n. 1829)
- 1887 - Giacomo Cattani, cardinale e arcivescovo cattolico italiano (n. 1823)
- 1890 - Enrico Poggi, magistrato e politico italiano (n. 1812)
- 1891 - William Tecumseh Sherman, generale, dirigente d'azienda e educatore statunitense (n. 1820)
- 1893 - Giuseppe Antonio Pasquale, botanico e patriota italiano (n. 1820)
- 1893 - Maria Rosetti, giornalista, rivoluzionaria e filantropa rumena (n. 1819)
- 1894 - Myra Bradwell, avvocata, editrice e attivista statunitense (n. 1831)
- 1894 - Eugène Charles Catalan, matematico belga (n. 1814)
- 1896 - Costantino di Hohenlohe-Schillingsfürst, militare austriaco (n. 1828)
- 1899 - Sadeq Mohammad Khan IV, principe indiano (n. 1861)
- 1900 - Giovanni Canestrini, biologo, naturalista e aracnologo italiano (n. 1835)
- 1900 - Ernesto Emanuele Oblieght, imprenditore ungherese (n. 1838)

## XX secolo(255)
- 1901 - Edward Stafford, politico neozelandese (n. 1819)
- 1902 - Lucien Largé, schermidore francese (n. 1874)
- 1902 - Nikolaj Pavlovič Lomakin, militare russo (n. 1830)
- 1903 - Elisabetta Francesca d'Asburgo-Lorena, nobildonna (n. 1831)
- 1903 - Charles Longuet, politico francese (n. 1839)
- 1903 - Giovanni Previtera, vescovo cattolico italiano (n. 1844)
- 1904 - Magnus Blix, fisiologo svedese (n. 1849)
- 1905 - Alpheus Spring Packard, entomologo e paleontologo statunitense (n. 1839)
- 1906 - Luigi Boscolo, artista e incisore italiano (n. 1823)
- 1910 - Giovanni Passannante, anarchico italiano (n. 1849)
- 1911 - Leone Antolini, insegnante, filantropo e patriota italiano (n. 1825)
- 1911 - Enrico Coleman, pittore italiano (n. 1846)
- 1912 - Antonio Emo Capodilista, politico e imprenditore italiano (n. 1837)
- 1913 - Salvatore Buscemi, politico e giurista italiano (n. 1840)
- 1913 - Frank Richardson, attore statunitense
- 1915 - Jules Huret, scrittore e giornalista francese (n. 1863)
- 1915 - Giulio Piccini, scrittore e giornalista italiano (n. 1849)
- 1915 - Elizabeth Ness MacBean Ross, medico scozzese (n. 1878)
- 1916 - Mihalaki Georgiev, scrittore bulgaro (n. 1854)
- 1916 - Fred Hendschel, nuotatore statunitense (n. 1879)
- 1916 - Matthew Ridley, II visconte Ridley, nobile e politico inglese (n. 1874)
- 1917 - Giuseppe Cerboni, matematico italiano (n. 1827)
- 1918 - Cecil Spring Rice, diplomatico britannico (n. 1859)
- 1919 - Emilio Buttironi, patriota italiano (n. 1844)
- 1919 - Ettore Perosio, pianista e direttore d'orchestra italiano (n. 1868)
- 1922 - Andrej Gromov, attore e regista russo (n. 1887)
- 1923 - Bartolomeo Bacilieri, cardinale e vescovo cattolico italiano (n. 1842)
- 1923 - Gustavus Hinrichs, chimico e filosofo tedesco (n. 1836)
- 1923 - Charles Henry Turner, entomologo, psicologo e educatore statunitense (n. 1867)
- 1925 - Amédée Galzin, micologo e veterinario francese (n. 1853)
- 1925 - Jacques Rivière, critico letterario, pubblicista e romanziere francese (n. 1886)
- 1926 - Johann Jakob Bausch, ottico e imprenditore tedesco (n. 1830)
- 1926 - Juan Benlloch y Vivó, cardinale e arcivescovo cattolico spagnolo (n. 1864)
- 1926 - Ernestina Paper, medica italiana (n. 1846)
- 1927 - Camille Enlart, archeologo e storico dell'arte francese (n. 1862)
- 1928 - Léon Jehin, direttore d'orchestra e compositore belga (n. 1853)
- 1928 - Ernesto Schiaparelli, egittologo italiano (n. 1856)
- 1929 - Tom Burke, velocista statunitense (n. 1875)
- 1930 - Salvatore Catalanotte, mafioso italiano (n. 1893)
- 1930 - Libero Ferrario, ciclista su strada italiano (n. 1901)
- 1930 - Thomas MacKenzie, politico neozelandese (n. 1854)
- 1930 - Ralph Wilson, ginnasta statunitense (n. 1880)
- 1931 - Luigi Agliardi, generale italiano (n. 1858)
- 1933 - Carl Correns, botanico tedesco (n. 1864)
- 1933 - Cesare De Titta, poeta italiano (n. 1862)
- 1933 - Alejandro García Fontcuberta, vescovo cattolico e missionario spagnolo (n. 1869)
- 1933 - Knut Dahlander, pittore e incisore svedese (n. 1883)
- 1933 - Syd King, calciatore e allenatore di calcio inglese (n. 1873)
- 1933 - Enrico Rocchi, generale italiano (n. 1850)
- 1933 - Ernie Schaaf, pugile statunitense (n. 1908)
- 1934 - Marc André Raffalovich, giornalista, saggista e poeta francese (n. 1864)
- 1935 - Umberto Guarracino, attore italiano (n. 1885)
- 1935 - Henri Hauvette, filologo, critico letterario e italianista francese (n. 1865)
- 1935 - Camillo Panizzardi, presbitero italiano (n. 1875)
- 1935 - Maurice Vidal Portman, ufficiale britannico (n. 1860)
- 1935 - Ali ibn al-Husayn, re arabo (n. 1879)
- 1936 - Aleksandr Ivanovič Gučkov, politico russo (n. 1862)
- 1937 - Franz Böckli, tiratore a segno svizzero (n. 1858)
- 1937 - Erkki Melartin, compositore, direttore d'orchestra e docente finlandese (n. 1875)
- 1937 - Godefroy de Blonay, dirigente sportivo svizzero (n. 1869)
- 1941 - Gilbert Dobbs, compositore di scacchi statunitense (n. 1867)
- 1941 - Enos Fusetti, ufficiale italiano (n. 1917)
- 1941 - Giuseppe Rensi, filosofo, avvocato e antifascista italiano (n. 1871)
- 1941 - Andreas Stadler, sollevatore austriaco (n. 1896)
- 1941 - Maria das Neves di Braganza, nobile portoghese (n. 1852)
- 1942 - Glover Morrill Allen, zoologo statunitense (n. 1879)
- 1942 - Edgar Chadwick, allenatore di calcio e calciatore inglese (n. 1869)
- 1942 - Mirosław Ferić, militare e aviatore polacco (n. 1915)
- 1942 - Virginio Monti, pittore italiano (n. 1852)
- 1942 - Thomas Wilkinson, militare britannico (n. 1898)
- 1943 - Bô Yin Râ, scrittore, esoterista e pittore tedesco (n. 1876)
- 1943 - Oscar Friede, tiratore di fune statunitense (n. 1881)
- 1943 - Dora Gerson, cantante e attrice tedesca (n. 1899)
- 1943 - Cosimo Giorgieri Contri, poeta, scrittore e drammaturgo italiano (n. 1870)
- 1943 - David Hilbert, matematico tedesco (n. 1862)
- 1943 - Antonio Lo Schiavo, militare italiano (n. 1916)
- 1943 - Viero Migliorati, pittore e disegnatore italiano (n. 1910)
- 1944 - Giovanni Girolamo Romei Longhena, politico e militare italiano (n. 1865)
- 1944 - Renzo Vandelli, calciatore italiano (n. 1907)
- 1945 - Ernst Ahl, zoologo e naturalista tedesco (n. 1898)
- 1945 - Paolo Fabbri, partigiano, sindacalista e antifascista italiano (n. 1889)
- 1945 - Georg Kelling, chirurgo tedesco (n. 1866)
- 1945 - Otto Kittel, aviatore tedesco (n. 1917)
- 1945 - Rina Maluta, pittrice italiana (n. 1868)
- 1945 - Olao Pivari, partigiano italiano (n. 1921)
- 1945 - Ludovico Ticchioni, partigiano italiano (n. 1927)
- 1946 - Francesco Saverio Mosso, medico e politico italiano (n. 1869)
- 1947 - Mauritz Eriksson, tiratore a segno svedese (n. 1888)
- 1947 - John Page, pattinatore artistico su ghiaccio britannico (n. 1900)
- 1948 - Mordecai Brown, giocatore di baseball statunitense (n. 1876)
- 1948 - Filippo Eredia, geofisico e meteorologo italiano (n. 1877)
- 1948 - Mario Mascagni, direttore d'orchestra e compositore italiano (n. 1881)
- 1948 - Ben F. Reynolds, direttore della fotografia statunitense (n. 1890)
- 1948 - Joseph Van Daele, ciclista su strada belga (n. 1889)
- 1949 - James Fitzalan Hope, I barone Rankeillour, politico scozzese (n. 1870)
- 1949 - Lorenzo Torretta, ostacolista, velocista e calciatore italiano (n. 1879)
- 1950 - Karl Guthe Jansky, fisico statunitense (n. 1905)
- 1950 - Anselmo Filippo Pecci, arcivescovo cattolico italiano (n. 1868)
- 1951 - Andrés Barbero, botanico, medico e scienziato paraguaiano (n. 1877)
- 1951 - Mauro Del Giudice, giurista, magistrato e scrittore italiano (n. 1857)
- 1951 - David McLean, allenatore di calcio e calciatore scozzese
- 1952 - Maurice Dewaele, ciclista su strada, ciclocrossista e pistard belga (n. 1896)
- 1952 - Henri Donnedieu de Vabres, giurista francese (n. 1880)
- 1952 - Molly Malone, attrice statunitense (n. 1888)
- 1954 - Karl-Heinrich Brenner, generale tedesco (n. 1895)
- 1954 - Vincenzo Cavalla, arcivescovo cattolico e biblista italiano (n. 1902)
- 1954 - Henri Laurent, schermidore francese (n. 1881)
- 1954 - Larry Russell, compositore statunitense (n. 1913)
- 1955 - George Buckley, crickettista britannico (n. 1875)
- 1956 - Carlos Enrique Díaz Sáenz Valiente, tiratore a segno e pilota automobilistico argentino (n. 1917)
- 1957 - Carlo Bonardi, avvocato, politico e saggista italiano (n. 1877)
- 1957 - Erich Ponto, attore e regista tedesco (n. 1884)
- 1958 - Gennaro Favai, pittore italiano (n. 1879)
- 1958 - Attilio Terragni, politico italiano (n. 1896)
- 1959 - Warren Dodds, batterista statunitense (n. 1898)
- 1960 - Ettore Cosomati, pittore e incisore italiano (n. 1873)
- 1960 - Masatomi Kimura, ammiraglio giapponese (n. 1891)
- 1960 - Sven Lidman, scrittore e poeta svedese (n. 1882)
- 1961 - Piet Ooms, nuotatore e pallanuotista olandese (n. 1884)
- 1962 - Hu Zongnan, generale cinese (n. 1896)
- 1962 - Shōzaburō Watanabe, editore giapponese (n. 1885)
- 1964 - Kálmán Csathó, scrittore, commediografo e regista teatrale ungherese (n. 1881)
- 1965 - Désiré-Emile Inghelbrecht, compositore e direttore d'orchestra francese (n. 1880)
- 1965 - Giuseppe Pennisi di Santa Margherita, avvocato e politico italiano (n. 1880)
- 1965 - Paolo Serini, francesista e traduttore italiano (n. 1900)
- 1966 - Adrian Cole, militare australiano (n. 1895)
- 1966 - François Demol, allenatore di calcio e calciatore belga (n. 1895)
- 1967 - Lawrence Beesley, scrittore e giornalista britannico (n. 1877)
- 1967 - Sig Ruman, attore tedesco (n. 1884)
- 1967 - Shūgorō Yamamoto, scrittore giapponese (n. 1903)
- 1968 - Bruno Pontremoli, imprenditore, ingegnere e ufficiale italiano (n. 1892)
- 1968 - Pierre Marie Joseph Veuillot, cardinale e arcivescovo cattolico francese (n. 1913)
- 1969 - Vincenzo Baggioli, fumettista e giornalista italiano (n. 1909)
- 1969 - Natale De Carli, calciatore italiano (n. 1918)
- 1969 - Vito Genovese, mafioso italiano (n. 1897)
- 1969 - Charles Judels, attore e doppiatore statunitense (n. 1882)
- 1969 - Vladimir Pavlovič Kaplunovskij, regista cinematografico sovietico (n. 1906)
- 1969 - Émile Auguste Ouchard, archettaio francese (n. 1900)
- 1969 - Jack Ozburn, cestista statunitense (n. 1913)
- 1970 - Umberto Carpi De Resmini, medico e patologo italiano (n. 1881)
- 1970 - Arthur Edeson, direttore della fotografia statunitense (n. 1891)
- 1970 - Bo Ericson, martellista svedese (n. 1919)
- 1970 - Algar Howard, genealogista, militare e araldista britannico (n. 1880)
- 1970 - Rinaldo Olivazzo, calciatore italiano (n. 1904)
- 1970 - Harry Stradling Sr., direttore della fotografia statunitense (n. 1901)
- 1971 - Luigi Bilucaglia, politico e dirigente sportivo italiano (n. 1891)
- 1971 - Vincenzo Cermignani, pittore italiano (n. 1902)
- 1971 - Vjekoslav Župančić, calciatore jugoslavo (n. 1900)
- 1972 - Andreas Cervin, ginnasta svedese (n. 1888)
- 1972 - Luigi Garzoni di Adorgnano, compositore e filologo italiano (n. 1890)
- 1973 - Wilf Chadwick, calciatore inglese (n. 1900)
- 1973 - Antonio Pesenti, economista e politico italiano (n. 1910)
- 1973 - Émile Reuter, politico lussemburghese (n. 1874)
- 1974 - Francesco Arcangeli, storico dell'arte, poeta e critico letterario italiano (n. 1915)
- 1974 - Edmondo Martin, calciatore italiano (n. 1904)
- 1974 - Linda Helene Penzel, imprenditrice tedesca (n. 1895)
- 1974 - Arthur Suhle, numismatico tedesco (n. 1898)
- 1974 - Abd el-Aziz el-Zoubi, politico israeliano (n. 1926)
- 1975 - Germán Cueto, artista messicano (n. 1883)
- 1975 - Julian Huxley, biologo, genetista e scrittore britannico (n. 1887)
- 1975 - Jerry Pettis, politico statunitense (n. 1916)
- 1975 - Ferdinando Santarello, calciatore italiano (n. 1910)
- 1975 - P. G. Wodehouse, scrittore inglese (n. 1881)
- 1976 - Guido Ferro, ingegnere italiano (n. 1898)
- 1976 - Paul René Gauguin, pittore e scultore norvegese (n. 1911)
- 1976 - Alberto Mondadori, editore, giornalista e scrittore italiano (n. 1914)
- 1976 - Piero Scotti, pilota automobilistico italiano (n. 1909)
- 1977 - Vilém Červený, allenatore di calcio e calciatore cecoslovacco (n. 1908)
- 1977 - Ok Formenoij, calciatore olandese (n. 1899)
- 1977 - Sydney Jacob, tennista indiano (n. 1879)
- 1977 - Gianni Mattioli, collezionista d'arte italiano (n. 1903)
- 1977 - Roberto Sternisa, calciatore italiano (n. 1905)
- 1978 - Karl Durspekt, allenatore di calcio e calciatore austriaco (n. 1913)
- 1978 - Giuseppe Pasquale, dirigente sportivo e produttore cinematografico italiano (n. 1907)
- 1979 - Rinaldo Settembrino, allenatore di calcio e calciatore italiano (n. 1927)
- 1979 - Torkel Trædal, calciatore norvegese (n. 1892)
- 1980 - Marie Besnard, francese (n. 1896)
- 1980 - Victor Gruen, architetto austriaco (n. 1903)
- 1980 - Karl Jestrab, calciatore austriaco (n. 1907)
- 1980 - Piet Peereboom, calciatore olandese (n. 1897)
- 1981 - José Caeiro, calciatore e allenatore di calcio spagnolo (n. 1925)
- 1981 - Esteban Canal, scacchista peruviano (n. 1896)
- 1981 - José Martínez González, calciatore messicano (n. 1953)
- 1982 - Antonio Casas, attore spagnolo (n. 1911)
- 1982 - Tom Patterson, cestista statunitense (n. 1948)
- 1982 - W. Lee Wilder, sceneggiatore, produttore cinematografico e regista austriaco (n. 1904)
- 1983 - Michael Ah Matt, cestista australiano (n. 1942)
- 1983 - Serafino Biagioni, ciclista su strada italiano (n. 1920)
- 1983 - Sonny Dove, cestista statunitense (n. 1945)
- 1983 - Serafino Lo Piano, poeta e scrittore italiano (n. 1906)
- 1983 - Lina Radke, mezzofondista tedesca (n. 1903)
- 1983 - Ludwig Rellstab, scacchista tedesco (n. 1904)
- 1983 - Maffo Vialli, biologo italiano (n. 1897)
- 1984 - Eleonora Francini, botanica italiana (n. 1904)
- 1984 - Gjon Mili, fotografo albanese (n. 1904)
- 1986 - Francisco Ferreira, calciatore portoghese (n. 1919)
- 1986 - Giovambattista Grimaldi, politico italiano (n. 1923)
- 1986 - Edmund Rubbra, compositore britannico (n. 1901)
- 1987 - Juan Del Prete, pittore italiano (n. 1897)
- 1987 - Dmitrij Borisovič Kabalevskij, compositore e politico sovietico (n. 1904)
- 1988 - Nora Astorga, guerrigliera nicaraguense (n. 1948)
- 1988 - Abderrahman Ibrir, calciatore francese (n. 1919)
- 1988 - Jan de Kreek, calciatore olandese (n. 1903)
- 1988 - Frederick Loewe, compositore austriaco (n. 1901)
- 1988 - Serafino Montanari, calciatore e allenatore di calcio italiano (n. 1921)
- 1988 - Cal Niday, pilota automobilistico statunitense (n. 1914)
- 1988 - Auguste Verdyck, ciclista su strada belga (n. 1902)
- 1988 - Joseph Wresinski, presbitero francese (n. 1917)
- 1989 - James Bond, ornitologo statunitense (n. 1900)
- 1989 - Domenico Cernecca, linguista italiano (n. 1914)
- 1989 - Vincent Crane, tastierista britannico (n. 1943)
- 1989 - Duncan Gregg, canottiere statunitense (n. 1910)
- 1989 - Juan Marrero Pérez, calciatore spagnolo (n. 1905)
- 1990 - Leopoldo Cepparello, compositore italiano (n. 1909)
- 1990 - José Luis Panizo, calciatore spagnolo (n. 1922)
- 1990 - Jean Wallace, attrice statunitense (n. 1923)
- 1991 - José Adem, matematico messicano (n. 1921)
- 1991 - Felix Gilbert, storico tedesco (n. 1905)
- 1991 - John McCone, politico statunitense (n. 1902)
- 1991 - Isidoro Meschi, presbitero e giornalista italiano (n. 1945)
- 1991 - Mimma Mondadori, editrice e mercante d'arte italiana (n. 1924)
- 1991 - Luigi Quagliata, architetto e urbanista italiano (n. 1899)
- 1992 - Gianfranco Folena, linguista e filologo italiano (n. 1920)
- 1992 - Augusto Ghetti, ingegnere italiano (n. 1914)
- 1992 - Luigi Ghirri, fotografo italiano (n. 1943)
- 1992 - Roepie Kruize, hockeista su prato olandese (n. 1925)
- 1992 - Hussain Montassir, cestista egiziano (n. 1923)
- 1993 - Elek Bacsik, chitarrista e violinista ungherese (n. 1926)
- 1994 - Pietro Belluschi, architetto italiano (n. 1899)
- 1994 - Ivan Chodák, allenatore di calcio e calciatore slovacco (n. 1914)
- 1994 - Gary B.B. Coleman, chitarrista, cantante e produttore discografico statunitense (n. 1947)
- 1994 - Adolf Huber, allenatore di calcio e calciatore austriaco (n. 1923)
- 1994 - Christopher Lasch, storico e sociologo statunitense (n. 1932)
- 1994 - Giusto Monaco, filologo classico, grecista e latinista italiano (n. 1915)
- 1994 - Andrej Romanovič Čikatilo, serial killer sovietico (n. 1936)
- 1995 - Nigel Finch, regista, sceneggiatore e produttore cinematografico britannico (n. 1949)
- 1995 - Michael V. Gazzo, attore, drammaturgo e sceneggiatore statunitense (n. 1923)
- 1995 - Renato Gelio, calciatore italiano (n. 1933)
- 1995 - Len Goulden, allenatore di calcio e calciatore inglese (n. 1912)
- 1995 - Achille Piccini, allenatore di calcio e calciatore italiano (n. 1911)
- 1995 - U Nu, politico birmano (n. 1907)
- 1996 - Louis Finot, calciatore francese (n. 1909)
- 1996 - Eva Hart, inglese (n. 1905)
- 1996 - Čeněk Kottnauer, scacchista cecoslovacco (n. 1910)
- 1996 - Maria Teresa Morreale, linguista e germanista italiana (n. 1933)
- 1996 - Bob Paisley, calciatore, allenatore di calcio e dirigente sportivo inglese (n. 1919)
- 1997 - Guido Mazzetti, calciatore e allenatore di calcio italiano (n. 1916)
- 1997 - Charles Moffett, batterista statunitense (n. 1929)
- 1997 - Eva Petrovičová, cestista cecoslovacca (n. 1945)
- 1998 - Denise Paulme, antropologa e africanista francese (n. 1909)
- 1999 - Nikolaj Chlystov, hockeista su ghiaccio sovietico (n. 1932)
- 1999 - John Ehrlichman, politico statunitense (n. 1925)
- 1999 - Jacques Loew, presbitero e teologo francese (n. 1908)
- 2000 - Ferdinando Natoni, militare italiano (n. 1902)
- 2000 - Arne Winther, calciatore norvegese (n. 1926)

## XXI secolo(144)
- 2001 - Max Charbit, calciatore francese (n. 1908)
- 2001 - Guy Grosso, attore francese (n. 1933)
- 2001 - Richard Laymon, scrittore statunitense (n. 1947)
- 2001 - Alberto Manfredi, pittore e incisore italiano (n. 1930)
- 2001 - Franco Percoco, criminale italiano (n. 1930)
- 2001 - Piero Umiliani, compositore, polistrumentista e direttore d'orchestra italiano (n. 1926)
- 2001 - Helmut Wielandt, matematico tedesco (n. 1910)
- 2002 - Domènec Balmanya, calciatore e allenatore di calcio spagnolo (n. 1914)
- 2002 - John Desmond Clark, paleontologo britannico (n. 1916)
- 2002 - Nándor Hidegkuti, calciatore e allenatore di calcio ungherese (n. 1922)
- 2002 - Angelo Meroni, calciatore italiano (n. 1916)
- 2002 - Giuseppe Sinesio, politico italiano (n. 1921)
- 2002 - Günter Wand, direttore d'orchestra e compositore tedesco (n. 1912)
- 2002 - Geneviève de Gaulle-Anthonioz, partigiana francese (n. 1920)
- 2003 - Norm Dawson, cestista canadese (n. 1911)
- 2003 - Gunnar Johansson, calciatore svedese (n. 1924)
- 2003 - Paul Meehl, psicologo statunitense (n. 1920)
- 2003 - Grigorij Mkrtyčan, hockeista su ghiaccio sovietico (n. 1925)
- 2003 - Fritz Pollard Jr., ostacolista statunitense (n. 1915)
- 2003 - Roswitha Poppe, storica dell'arte tedesca (n. 1911)
- 2003 - Maurizio Salabelle, scrittore italiano (n. 1959)
- 2004 - Marco Pantani, ciclista su strada italiano (n. 1970)
- 2004 - Yang Xinhai, serial killer cinese (n. 1968)
- 2005 - Aldo Carotenuto, psicoanalista, filosofo e scrittore italiano (n. 1933)
- 2005 - Francesco Gervasio, politico italiano (n. 1934)
- 2005 - Pauli Toivonen, pilota automobilistico finlandese (n. 1929)
- 2005 - Henry Wolf, fotografo, pubblicitario e designer austriaco (n. 1925)
- 2005 - Rafīq al-Ḥarīrī, politico e imprenditore libanese (n. 1944)
- 2006 - Steve Bracey, cestista statunitense (n. 1950)
- 2006 - Yehuda Chitrik, filosofo, mistico e scrittore russo (n. 1899)
- 2006 - Darry Cowl, attore e musicista francese (n. 1925)
- 2006 - Shoshana Damari, cantante e attrice israeliana (n. 1923)
- 2006 - Jimmy Lanza, mafioso italiano (n. 1902)
- 2007 - Giorgio Bissoli, calciatore italiano (n. 1941)
- 2007 - Salomon Morel, funzionario polacco (n. 1919)
- 2007 - Richard S. Prather, scrittore statunitense (n. 1921)
- 2007 - Alfredo Rasori, pallavolista italiano (n. 1932)
- 2007 - Emmett Williams, poeta e artista statunitense (n. 1925)
- 2008 - Osvaldo Civirani, produttore cinematografico, regista e fotografo italiano (n. 1917)
- 2008 - Perry Lopez, attore statunitense (n. 1929)
- 2009 - Louie Bellson, batterista statunitense (n. 1924)
- 2009 - Cor Braasem, pallanuotista e allenatore di pallanuoto olandese (n. 1923)
- 2009 - Crisanto Valdés, calciatore e allenatore di calcio spagnolo (n. 1947)
- 2009 - Ciro Sebastianelli, cantautore italiano (n. 1950)
- 2010 - Maurizio Balocchi, politico italiano (n. 1942)
- 2010 - Doug Fieger, cantante statunitense (n. 1952)
- 2010 - Dick Francis, scrittore britannico (n. 1920)
- 2010 - Gian, attore e comico italiano (n. 1936)
- 2010 - Enrico Musolino, pattinatore di velocità su ghiaccio italiano (n. 1928)
- 2010 - John Paul Papanicolaou, imprenditore greco (n. 1949)
- 2010 - Zhang Yalin, calciatore cinese (n. 1981)
- 2011 - Anton Kartak, allenatore di pallacanestro e dirigente sportivo tedesco (n. 1924)
- 2011 - Henry Sanson, pallanuotista brasiliano (n. 1927)
- 2011 - George Shearing, pianista e compositore britannico (n. 1919)
- 2011 - Katsuji Tsunoda, cestista giapponese (n. 1943)
- 2011 - Alessandro de Maigret, archeologo italiano (n. 1943)
- 2012 - Mike Bernardo, kickboxer e pugile sudafricano (n. 1969)
- 2012 - Diego Bosis, pilota motociclistico italiano (n. 1967)
- 2012 - Vittoriano Esposito, critico letterario italiano (n. 1929)
- 2012 - Reinhold Frosch, slittinista austriaco (n. 1935)
- 2012 - Agostino Pavan, politico e sindacalista italiano (n. 1921)
- 2012 - Péter Rusorán, pallanuotista ungherese (n. 1940)
- 2013 - Angelo Colla, calciatore italiano (n. 1931)
- 2013 - Luis Cruzado, calciatore peruviano (n. 1941)
- 2013 - Ronald Dworkin, filosofo e giurista statunitense (n. 1931)
- 2013 - Francesca Gherardi, zoologa italiana (n. 1955)
- 2013 - Emiliano Macchi, calciatore italiano (n. 1951)
- 2013 - Zdeněk Zikán, calciatore cecoslovacco (n. 1937)
- 2014 - Gianni Asti, cestista e allenatore di pallacanestro italiano (n. 1935)
- 2014 - Durdy Bayramov, pittore turkmeno (n. 1938)
- 2014 - Remo Capitani, attore e stuntman italiano (n. 1927)
- 2014 - Giuseppe Console, italiano (n. 1930)
- 2014 - Tom Finney, calciatore inglese (n. 1922)
- 2014 - Martha Goldstein, pianista e clavicembalista statunitense (n. 1919)
- 2015 - Tito Bottà, politico italiano (n. 1943)
- 2015 - Michele Ferrero, imprenditore italiano (n. 1925)
- 2015 - Alan Howard, attore inglese (n. 1937)
- 2015 - Louis Jourdan, attore francese (n. 1921)
- 2015 - Philip Levine, poeta statunitense (n. 1928)
- 2015 - Ammouri Mbarek, cantante berbero (n. 1951)
- 2015 - Franjo Mihalić, maratoneta e mezzofondista jugoslavo (n. 1920)
- 2015 - Wim Ruska, judoka e wrestler olandese (n. 1940)
- 2016 - Nicolao Merker, filosofo, germanista e saggista italiano (n. 1931)
- 2016 - Elena Rizzieri, soprano italiano (n. 1922)
- 2016 - Wiesław Rudkowski, pugile polacco (n. 1946)
- 2016 - Steven Stucky, compositore statunitense (n. 1949)
- 2017 - Gianuario Carta, politico italiano (n. 1931)
- 2017 - Cipriano Chemello, pistard e ciclista su strada italiano (n. 1945)
- 2017 - Adrien Duvillard, sciatore alpino francese (n. 1934)
- 2017 - Gabriella Crespi, designer e scultrice italiana (n. 1922)
- 2017 - Vladimir Nikolaevič Grigor'ev, regista sovietico (n. 1938)
- 2017 - Ríkharður Jónsson, allenatore di calcio e calciatore islandese (n. 1929)
- 2017 - Jiří Lanský, altista cecoslovacco (n. 1933)
- 2017 - Paul Nguyễn Văn Hòa, vescovo cattolico vietnamita (n. 1931)
- 2017 - Anna Rossi-Doria, storica italiana (n. 1938)
- 2017 - Loren Wiseman, autore di giochi statunitense (n. 1951)
- 2018 - Abolfazl Anvari, lottatore iraniano (n. 1939)
- 2018 - Ruud Lubbers, imprenditore, diplomatico e politico olandese (n. 1939)
- 2018 - Boris Nachamkin, cestista statunitense (n. 1933)
- 2018 - Morgan Tsvangirai, politico, sindacalista e attivista zimbabwese (n. 1952)
- 2019 - Michel Bernard, mezzofondista e dirigente sportivo francese (n. 1931)
- 2019 - Andrea Levy, scrittrice britannica (n. 1956)
- 2019 - David Sopher, pallanuotista indiano (n. 1929)
- 2019 - Clinton Wheeler, cestista statunitense (n. 1959)
- 2019 - Sergej Georgievič Zacharov, cantante russo (n. 1950)
- 2020 - Graham Adams, allenatore di calcio e calciatore inglese (n. 1933)
- 2020 - Luigi Arnone, politico italiano (n. 1921)
- 2020 - Ivo Cocconi, calciatore italiano (n. 1929)
- 2020 - Lynn Cohen, attrice statunitense (n. 1933)
- 2020 - Jimmy Conway, calciatore irlandese (n. 1946)
- 2020 - Jens Halfwassen, filosofo tedesco (n. 1958)
- 2020 - Decebal Traian Remeș, politico e economista rumeno (n. 1949)
- 2020 - Davide Schiffer, neurologo italiano (n. 1928)
- 2020 - John Shrapnel, attore britannico (n. 1942)
- 2021 - Jody Alderson, nuotatrice statunitense (n. 1935)
- 2021 - Catherine Belsey, critica letteraria britannica (n. 1940)
- 2021 - Jacqueline Donny, modella francese (n. 1927)
- 2021 - Erriquez, cantautore, chitarrista e produttore discografico italiano (n. 1960)
- 2021 - Ari Gold, cantautore statunitense (n. 1974)
- 2021 - Carlos Menem, avvocato e politico argentino (n. 1930)
- 2021 - Ion Mihai Pacepa, militare rumeno (n. 1928)
- 2022 - Renzo Belli, farmacista italiano (n. 1945)
- 2022 - Tony Fuochi, doppiatore italiano (n. 1955)
- 2022 - Borislav Ivkov, scacchista serbo (n. 1933)
- 2022 - Andrej Lopatov, cestista sovietico (n. 1957)
- 2022 - Željko Mijač, calciatore e allenatore di calcio croato (n. 1954)
- 2022 - Julio Morales, calciatore uruguaiano (n. 1945)
- 2022 - Sandy Nelson, batterista statunitense (n. 1938)
- 2022 - Alfred Sole, regista, scenografo e sceneggiatore statunitense (n. 1943)
- 2022 - Charles Yohane, calciatore zimbabwese (n. 1973)
- 2023 - Jerry Jarrett, imprenditore e wrestler statunitense (n. 1942)
- 2023 - Hrvoje Kačić, pallanuotista jugoslavo (n. 1932)
- 2023 - Wim Kras, calciatore olandese (n. 1944)
- 2023 - Giampiero Neri, poeta italiano (n. 1927)
- 2024 - Peter Armitage, statistico britannico (n. 1924)
- 2024 - Luisa Bongrani, egittologa e archeologa italiana (n. 1939)
- 2024 - Diego Chávez Collins, calciatore messicano (n. 1995)
- 2024 - Sasha Montenegro, attrice messicana (n. 1946)
- 2024 - Jacques Rousseau, lunghista francese (n. 1951)
- 2025 - Rosanna Bianchi Piccoli, ceramista italiana (n. 1929)
- 2025 - Carlos Diegues, regista, sceneggiatore e produttore cinematografico brasiliano (n. 1940)
- 2025 - William Hall Jr., attore statunitense (n. 1946)
- 2025 - Alice Hirson, attrice statunitense (n. 1929)
- 2025 - Geneviève Page, attrice francese (n. 1927)